# Vert (Gave d’Oloron)
Der Vert ist ein Fluss in Frankreich, der im Département Pyrénées-Atlantiques in der Region Nouvelle-Aquitaine verläuft. Er entspringt unter dem Namen Chousse im Gemeindegebiet von Arette, entwässert generell Richtung Nordost bis Nord, ändert kurzzeitig nochmals seinen Namen auf Vert d’Arette und mündet nach rund 35 Kilometern im Gemeindegebiet von Moumour als linker Nebenfluss in den Gave d’Oloron.

## Orte am Fluss
(Reihenfolge in Fließrichtung)
- Arette
- Aramits
- Ance
- Féas
- Saint-Pee d’en Haut, Gemeinde Oloron-Sainte-Marie
- Saint-Pee d’en Bas, Gemeinde Oloron-Sainte-Marie
- Moumour